# Bastilla tahitiensis
Bastilla tahitiensis là một loài bướm đêm thuộc họ Erebidae. Nó là loài đặc hữu của Tahiti và Moorea.
Trước đây nó được coi là một đồng nghĩa của Bastilla solomonensis.